# Montigny (Meurthe-et-Moselle)
Montigny ist eine französische Gemeinde mit 151 Einwohnern (Stand 1. Januar 2022) im Département Meurthe-et-Moselle in der Region Grand Est (vor 2016 Lothringen). Sie gehört zum Arrondissement Lunéville und zum Kanton Baccarat.

## Geografie
Die Gemeinde liegt etwa 50 Kilometer südöstlich von Nancy im Südosten des Départements Meurthe-et-Moselle an der Blette. Nachbargemeinden sind Ancerviller im Nordosten, Sainte-Pôle im Osten, Vacqueville im Südosten, Merviller im Süden und Südwesten, Reherrey im Westen sowie Mignéville im Nordwesten. Die Gemeinde besteht aus dem Dorf Montigny und wenigen Einzelgehöften.

## Geschichte
Die heutige Gemeinde wurde 1152 unter dem lateinischen Namen Montiniaco erstmals in einem Dokument der Abtei Senones erwähnt. Die französische Form Monteini tauchte in einem Dokument der Abtei Beaupré im Jahr 1175 auf. Montigny unterstand der Vogtei Vic und gehörte historisch zur Provinz Trois-Évêchés (Drei Bistümer), die faktisch 1552 an Frankreich fiel. Im Dreißigjährigen Krieg wurde die Gemeinde schwer verwüstet. Bis zur Französischen Revolution lag die Gemeinde im Grand-gouvernement de Lorraine-et-Barrois. In den beiden Weltkriegen kam es zu schweren Zerstörungen. Von 1793 bis 1801 war die Gemeinde dem Distrikt Blâmont zugeteilt. Von 1793 bis 1801 war sie Teil des Kantons Ogeviller (Ogéviller). Seit 1801 ist Montigny in den Kanton Baccarat eingegliedert. Seit 1801 ist sie dem Arrondissement Lunéville zugeordnet. Die Gemeinde lag bis 1871 im alten Département Meurthe.

## Bevölkerungsentwicklung
| Jahr                       | 1962 | 1968 | 1975 | 1982 | 1990 | 1999 | 2007 | 2019 |
| Einwohner                  | 163  | 159  | 131  | 137  | 136  | 131  | 133  | 159  |
| Quellen: Cassini und INSEE |      |      |      |      |      |      |      |      |

## Verkehr
Die nächstgelegene Haltestelle der Bahn ist mehrere Kilometer entfernt in Baccarat an der Bahnstrecke von Lunéville nach Saint-Dié-des-Vosges. Mehrere Kilometer nördlich der Gemeinde führt die N4 vorbei. Die nächstgelegenen Anschlüsse sind in Bénaménil und Blâmont. Mehrere Kilometer südlich der Gemeinde führt zudem die N59 vorbei. Der nächstgelegene Anschluss ist in Gélacourt. Für den regionalen Verkehr sind die D935 und die D992 wichtig, die durch das Dorf führen.

## Sehenswürdigkeiten
- Dorfkirche Saint-Martin
- zwei Dorfbrunnen
- Denkmal für die Gefallenen[1]

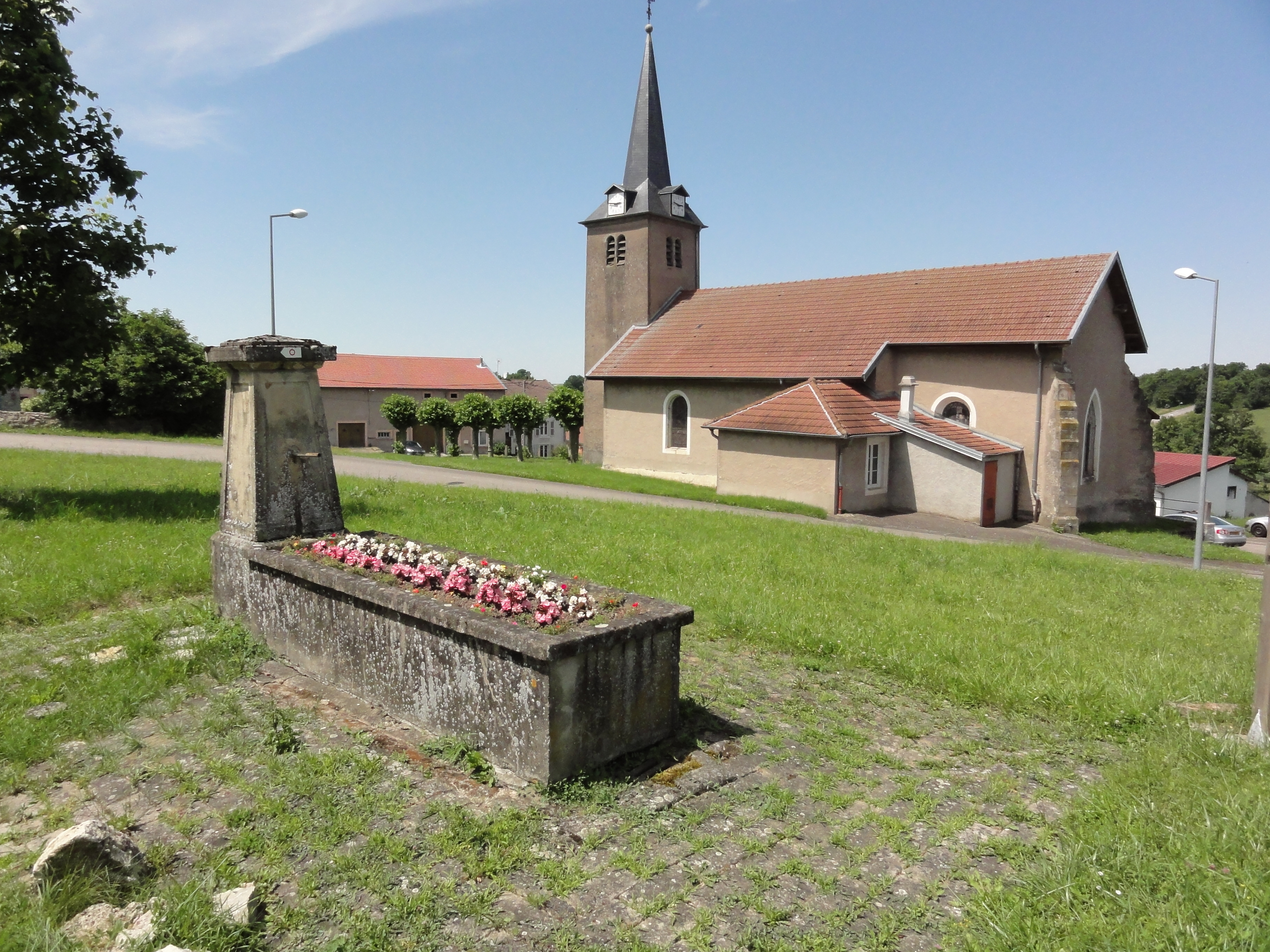
Dorfkirche Saint-Martin und Brunnen
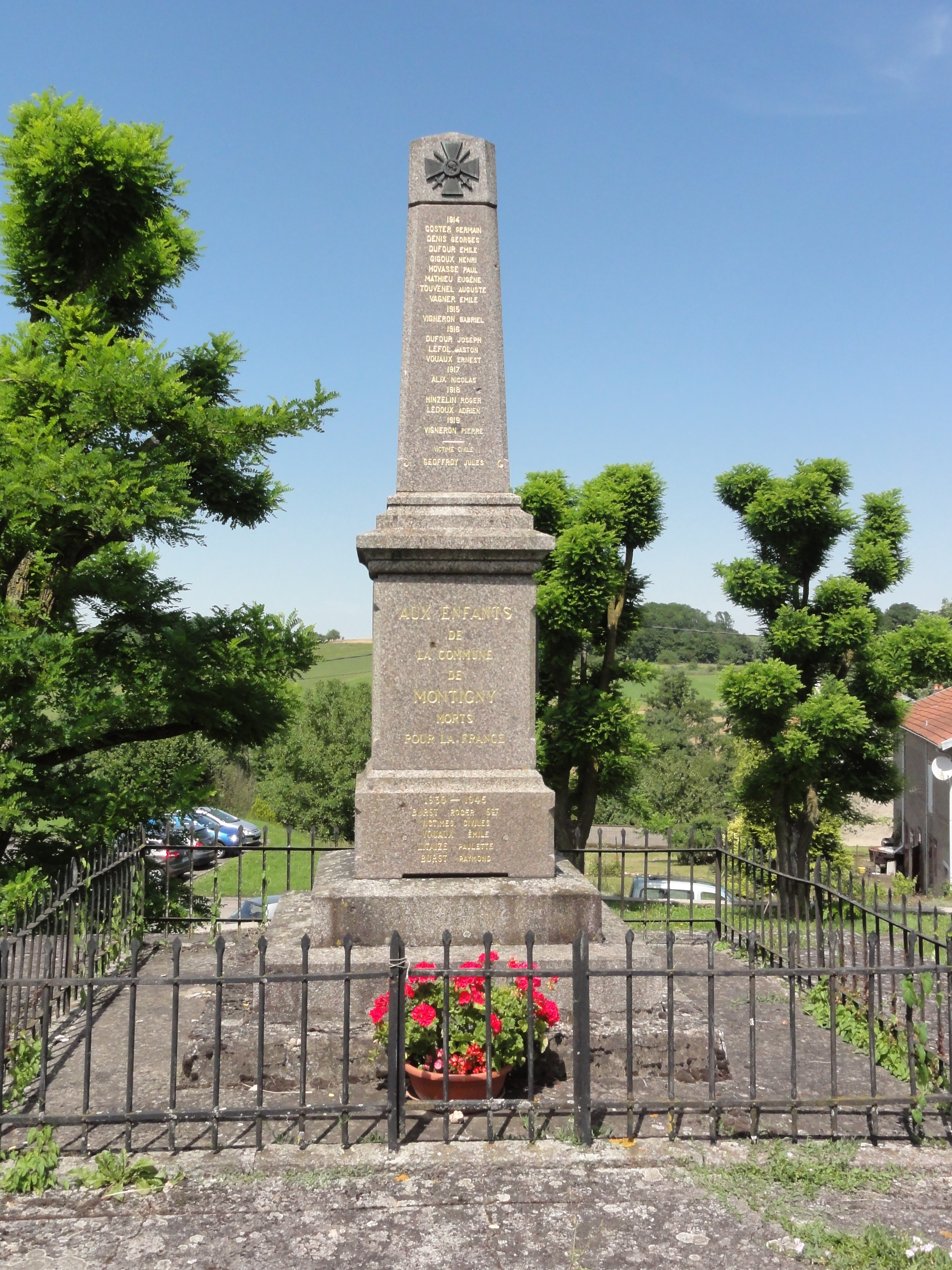
Denkmal für die Gefallenen